# Лень (мультфильм)
«Лень» (укр. Рокіровка (Сповідь із акваріума)) — советский короткометражный мультфильм о губительности лени, созданный Евгением Сивоконем на киностудии «Киевнаучфильм» в 1979 году.

## Сюжет
В мультфильме рассказывается история о человеке, подвластном своей лени. У него есть кот по имени Вася. Он сидит перед аквариумом день, неделю. Вода в аквариуме становится мутной, однако человек ничего не предпринимает, не меняет воду, не отчищает аквариум. Вместо этого он ленится и обедает. Однако в аквариуме появляется хищная рыба, которая съедает всех рыбок вокруг, а затем совсем звереет и начинает откусывать аквариум. Кот Вася начинает охотиться за этой рыбой, подходит к ней, но она оказывается гораздо сильнее и пожирает его. Увидев это мужчина начинает дрожать в ужасе, говорит: «Бедный Вася. Друг мой единственный! Надо бы ему помочь! Всё равно уже поздно...», хотя он сам ничего не предпринял. Рыба замечает еду, которую ел мужчина, и решает жить ровно также как он. Рыба выпрыгивает из аквариума и бросает мужчину в аквариум, тем самым она превращается в хозяина квартиры. После этого мужчина, находясь в аквариуме, начинает деградировать и превращаться в рыбу. Мультфильм заканчивается тем, как мужчина смиряется с этим, живёт в аквариуме, сидит на кресле, ничего не делает, ленится и говорит фразу: «Надо бы протестовать! А как? Мозг то у меня рыбий стал... Ничего придумать не в состоянии... А может и не надо ничего придумывать? Зачем воду баламутить? Привык я уже к аквариуму... И тут жить можно... Тихо... Уютно... Я везде устроился... Лишь бы не трогали... Лишь бы червячков давали...».

## Съёмочная группа
- Автор сценария: Арон Каневский
- Режиссёр: Евгений Сивоконь
- Художник-постановщик: Валентина Серцова
- Композитор: Яков Лапинский
- Оператор: Александр Мухин
- Звукорежиссёр: Игорь Погон
- Мультипликаторы: Александр Татарский, Игорь Ковалёв
- Ассистенты: Татьяна Черни, В. Рябкина, Михаил Титов
- Монтажёр: Юна Сребницкая
- Редактор: Л. Пригода
- Директор: Иван Мазепа

## О мультфильме
Нас тогда увлёк стиль гиперреализма. Рыбы должны были уходить на глубину и плыть на нас. Как? Они прицепляли рыбок тонкими проволочками и двигали их на камеру. Там же комбинировали рисунок с настоящими предметами — с вилкой, с яблоком.
— Евгений Сивоконь, «Искусство кино», 2007

## Фестивали
- 1980 — Всесоюзный кинофестиваль в Душанбе[3]